# Saint-Rémy-sur-Creuse
Saint-Rémy-sur-Creuse ist eine französische Gemeinde mit 453 Einwohnern (Stand: 1. Januar 2022) im Département Vienne in der Region Nouvelle-Aquitaine; sie gehört zum Arrondissement Châtellerault und zum Kanton Châtellerault-2.

## Geographie
Saint-Rémy-sur-Creuse liegt etwa 16 Kilometer nordöstlich von Châtellerault am Fluss Creuse, der die östliche Gemeindegrenze bildet. Umgeben wird Saint-Rémy-sur-Creuse von den Nachbargemeinden Buxeuil im Norden, Abilly im Osten, Leugny im Süden, Dangé-Saint-Romain im Westen und Südwesten sowie Les Ormes im Westen und Nordwesten.

## Geschichte
Saint-Rémy-sur-Creuse wurde als Ort durch Richard Löwenherz gegründet.

## Bevölkerungsentwicklung
| 1962                       | 1968 | 1975 | 1982 | 1990 | 1999 | 2006 | 2012 | 2018 |
| -------------------------- | ---- | ---- | ---- | ---- | ---- | ---- | ---- | ---- |
| 514                        | 528  | 557  | 503  | 504  | 422  | 401  | 403  | 392  |
| Quellen: Cassini und INSEE |      |      |      |      |      |      |      |      |

## Sehenswürdigkeiten
- Romanische Kirche Saint-Rémy aus dem 11./12. Jahrhundert
- Reste des Verteidigungsturms Gannes
- Schloss Chaise aus dem 15./16. Jahrhundert, Monument historique seit 1967

Siehe auch: Liste der Monuments historiques in Saint-Rémy-sur-Creuse